# Arenaza
Arenaza is een plaats in het Argentijnse bestuurlijke gebied Lincoln in de provincie Buenos Aires. De plaats telt 1.311 inwoners.